# Vor Frue Kirke (Slagelse)
 For alternative betydninger, se Vor Frue Kirke. (Se også artikler, som begynder med Vor Frue Kirke)
Vor Frue Kirke (Slagelse) er den romersk-katolske kirke i Slagelse. Den er opført i årene 1930-1931, og blev den 16. maj 1931 indviet til jomfru Maria, Guds Nådes Moder og Midlerinde.

## Arkitektur og udstyr
Kirken er bygget efter tegninger af den daværende domarkitekt i Aachen, professor J. Buchkremer, med montfortaner-ordenens hollandske ordensprovins som bygherre. Stilen er 1930'ernes, – med rig og tematisk anvendelse af den romanske rundbue.
Kirkerummet beherskes af store glas-mosaik-ruder, som gengiver vigtige "stationer" i jomfru Marias liv. De hører utvivlsomt til de bedste i landet, fri for al sentimentalitet og med styrke og glød i farverne. Især falder den meget kunstneriske anvendelse af den røde og blå farve i øjnene. Mosaikkerne er tegnet af professor Rudolf Kuhn, Stuttgart, og fremstillet i Rhinlandet af firmaet H. Oidtmann, Linnich. Fra arkitektens side er de tænkt som den eneste farveudsmykning af kirkerummet, hvorfor de 14 korsvejsstationer (billed-relieffer) der viser Jesu lidelseshistorie fra domfældelsen hos Pilatus til gravlæggelsen efter korsdøden, i enkel beskedenhed fremtræder farveløse. 
Højalteret i apsis er udført i sort marmor med malmdrevet tabernakeldør, flankeret af tilbedende engle, kronet med sejrende Kristus-figur, som opstår ud af korset. Det er et belgisk arbejde.
Celebrations-altret midt i korrummet, som muliggør, at den celebrerende præst kan fejre messen, med ansigtet vendt mod menigheden, er fremstillet af elementer fra den tidligere kommunionsbænk (alterskranke) og indviet i 1984.
Maria-altret i sideskibet, udført af gult marmor, domineres af en kopi af den pompøse, montfortanske Maria-gruppe "Regina Cordium" (Hjerternes Dronning). Jomfru Maria har taget sæde på nådens trone med sin søn på armen. Til venstre knæler den hellige Louis-Marie de Montfort (1673-1716), montfortaner-ordenens stifter. Foran tronen har han lagt sin senere så berømte bog om den ægte andagt til jomfru Maria. (Original-gruppen, udført i 1911 i hvidt marmor af den romerske billedhugger Paolo Bartolini, står i montfortanernes hovedkirke i Via Romagna i Rom). 
Foran Maria-altret står døbefonten.
Bagest i kirken, overfor skriftestolen, står en granitstatue af den hellige Ansgar, den franske munk, der som den første prædikede kristendommen i Danmark (omkr. år 800) og endte som biskop i Hamburg. Han er det danske, katolske bispedømmes værnehelgen.
I det 28 meter høje kampanile-lignende tårn, der krones af et 5 meter højt, forgyldt kors, hænger tre usædvanlig klangfulde klokker, støbt i Holland.

## Brug
Vor Frue Kirke i Slagelse er sognekirke for den katolske menighed på Vestsjælland og var indtil maj 2011 samtidig "klosterkirke" for Montfortkommunitetet, som indtil da betjente de nordvestsjællandske menigheder.
Kirken er åben i forbindelse med de daglige gudstjenester (se opslag!), – dog ikke på hverdage i vinterhalvåret, hvor gudstjenesterne fejres i Skt. Montforts kapel over kirkens sakristi (indgang på venstre side af kirkebygningen). Men forhallen, hvorfra man har udblik over kirkerummet, er normalt åben fra middag til sent aften (indgang gennem hovedportalen). For interesserede åbnes kirken (og kapellet) gerne helt. Man bedes henvende sig til det katolske pastorat bag kirken.